# Alba Rueda
Alba Rueda (Salta, 7 aprile 1976) è una politica e attivista argentina, nota per essere stata la prima politica apertamente transgender a far parte del governo argentino, in qualità di sottosegretaria.

## Biografia
Rueda è nata a Salta e si è trasferita a Buenos Aires con la sua famiglia negli anni '90, dove hanno vissuto la povertà. Ha fatto coming out all'età di 16 anni quando si è ribattezzata Alba. Ha continuato a studiare filosofia all'Università di Buenos Aires, seppur abbandonando gli studi poco prima di completare la laurea, anche a causa della transfobia tra il personale universitario.

## Attivismo
Nel 2003, Rueda ha iniziato a frequentare l'Hotel Gondolín, un centro per persone trans a Buenos Aires, fulcro per il movimento trans argentino, dove ha conosciuto attiviste transgender come Marlene Wayar e Lohana Berkins. Rueda ha sostenuto l'inclusione delle donne trans negli spazi femministi e ha promosso cause transfemministe. Rueda ha condotto una campagna per il matrimonio tra persone dello stesso sesso in Argentina, che è stato legalizzato dal governo argentino nel 2010; e ha anche condotto con successo una campagna per l'approvazione della legge sull'identità di genere nel 2012. Dopo l'approvazione, Rueda ha istituito 0800, una linea di assistenza telefonica per aiutare le persone trans argentine a far registrare i propri documenti personali con il nome e il sesso corrispondenti.
Nel 2006, Rueda ha iniziato a lavorare per l'Istituto nazionale contro la discriminazione, la xenofobia e il razzismo (Instituto Nacional contra la Discriminación, la Xenofobia y el Racismo, INADI). Rueda non è stata pagata per due anni a causa della sua identità di genere, che non corrispondeva ai suoi documenti ufficiali; ha iniziato a sostenere pubblicamente il riconoscimento formale sulla ricevuta salariale della sua identità di genere, che è stata approvata dall'allora presidente Cristina Fernández de Kirchner nel 2008. Il documento di identità nazionale di Rueda ( Documento Nacional de Identidad, DNI) è stato infine modificato nel 2019. Successivamente ha citato in giudizio l'arcivescovo di Salta a causa del suo rifiuto di aggiornare il suo certificato di battesimo con il nome scelto.
Oltre al suo lavoro con INADI, Rueda è stata anche giornalista per Notitrans, la prima rivista di notizie trans in America Latina. Rueda è la fondatrice di Trans Women Argentina (spagnolo: Mujeres Trans Argentina) e ne è stata presidente. È stata ricercatrice presso il Dipartimento di Genere e Comunicazione del Centro di Cooperazione Floreal Gorini. Rueda è anche membro dell'Osservatorio di genere nella giustizia all'interno della magistratura della città di Buenos Aires.

## Carriera politica
Nel gennaio 2020 Rueda è stata nominata sottosegretaria per le politiche sulla diversità all'interno del nuovo Ministero per le donne, i generi e la diversità. Ha promosso un disegno di legge sulle quote di occupazione che riserva l'1% dei posti di lavoro nel settore pubblico alle persone transgender; questo disegno di legge è stato convertito in legge nel giugno 2021 dal Congresso nazionale. Rueda aveva precedentemente criticato il governo argentino per aver suggerito che l'eterosessualità fosse parte della "diversità sessuale". Nel 2022, Rueda è stata nominata Rappresentante Speciale per l'Orientamento Sessuale e l'Identità di Genere presso il Ministero degli Affari Esteri e del Culto, Santiago Cafiero. Rueda è diventato una dei cinque inviati internazionali che sostengono i diritti LGBTQIA per conto dei governi nazionali, insieme a Jessica Stern degli Stati Uniti, Nick Herbert del Regno Unito, Fabrizio Petri in Italia e Sven Lehmann in Germania.
Nel giugno 2022, Rueda ha invitato il governo ad affrontare la questione del transfemmicidio in Argentina.

## Riconoscimenti
Nel 2021, Rueda è stata selezionata tra le 100 donne della BBC, riconoscendo le donne più influenti al mondo. Nel 2022 è stata inclusa nell'elenco Time 100 Next della rivista Time. Ha ricevuto l'International Women of Courage Award nel 2023.